# 라쿠텐 트래블
라쿠텐 트래블(일본어: 楽天トラベル 라쿠텐토라베루[*], 영어: Rakuten Travel)은 일본의 기업 라쿠텐이 운영하는 온라인 여행 예약 서비스이다. 일본 내의 숙박 시설 등록수는 약 3만 3천개로, 일본의 예약 사이트 중에서는 1위이다.